# Masaaki Shirakawa

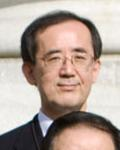
Masaaki Shirakawa

Masaaki Shirakawa (jap. 白川 方明, Shirakawa Masaaki; * 27. September 1949 in der Präfektur Fukuoka, Japan) ist ein japanischer Volkswirt und war der 30. Gouverneur der Bank of Japan (BOJ).  Er ist daneben Direktor und stellv. Vorsitzender der Bank für Internationalen Zahlungsausgleich (BIZ).
Nachdem Shinzō Abe, Premierminister von Japan seit dem 26. Dezember 2012, bereits angekündigt hatte, Shirakawas auslaufende Amtszeit nicht zu verlängern, wurde er am 20. März 2013 von Haruhiko Kuroda abgelöst.

## Leben

### Kindheit und Ausbildung
Shirakawa wurde in der Präfektur Fukuoka geboren. und studierte an der Universität Tokio 1977 schloss er einen M.A. in Volkswirtschaftslehre an der University of Chicago ab.

### Karriere
Nach seinem Anfang bei der Bank of Japan wurde er 2006 zum Professor an der Kyoto University School of Government ernannt. 2008 kehrte er als Gouverneur der Bank of Japan zurück, nachdem Toshirō Mutō und Kōji Tanami von der Oppositionsmehrheit im Senat abgelehnt worden waren und ein Führungsvakuum an der Spitze der Bank drohte. Seit April 2009 ist er Mitglied der Group of Thirty.
2020 erhielt Shirakawa den Watsuji-Tetsurō-Kulturpreis.